# 카시나 안토니에타역
카시나 안토니에타 역(이탈리아어: Cascina Antonietta)은 고르곤촐라 외곽에 있는 카시나안토니에타에 위치한 밀라노 지하철의 2호선의 역이다.

## 역사
카시나 안토니에타 역은 고르곤촐라 역에서 제사테 역까지 잇는 연장 구간의 역 중 하나로 1985년 4월 13일에 문을 열었다.

## 역 구조
카시나 안토니에타 역은 2면 2선 구조의 지상 역이다. 밀라노 시 경계 밖에 위치해 있어 장거리 요금이 부과된다.

## 시설
이 역에는 다음과 같은 시설이 있다.
- 에스컬레이터
- 승차권 판매기
- 역 감시카메라
- 화장실
- 안내방송
- 승강장 간의 육교

## 환승
- 버스 정류장
- 주차장
- 자전거 보관소